# Minganie
Minganie ist eine regionale Grafschaftsgemeinde (französisch municipalité régionale du comté, MRC) in der kanadischen Provinz Québec.
Sie liegt in der Verwaltungsregion Côte-Nord und besteht aus zehn untergeordneten Verwaltungseinheiten (sieben Gemeinden, eine Kantonsgemeinde und zwei gemeindefreie Gebiete). Die MRC wurde am 1. Januar 1982 gegründet. Der Hauptort ist Havre-Saint-Pierre. Die Einwohnerzahl beträgt 6587 (Stand: 2016) und die Fläche 56.153,46 km², was einer Bevölkerungsdichte von 0,1 Einwohnern je km² entspricht. Am 7. Juli 2010 wurde die östliche Hälfte abgetrennt, woraus die MRC Le Golfe-du-Saint-Laurent entstand.
Sie wird gequert vom Rivière Quetachou.

## Gliederung
Gemeinde (municipalité)
- Aguanish
- Baie-Johan-Beetz
- Havre-Saint-Pierre
- L’Île-d’Anticosti
- Longue-Pointe-de-Mingan
- Rivière-au-Tonnerre
- Rivière-Saint-Jean

Kantonsgemeinde (municipalité de canton)
- Natashquan

Gemeindefreies Gebiet (territoire non-organisé)
- Lac-Jérôme
- Petit-Mécatina

Auf dem Gebiet der MRC Minganie liegen auch die Indianerreservat Mingan und Natashquan, die aber autonom verwaltet werden und Enklaven bilden.

## Angrenzende MRC und vergleichbare Gebiete
- Le Golfe-du-Saint-Laurent
- Sept-Rivières
- Division Nr. 10, Neufundland und Labrador